# IC 4521
IC 4521 је спирална галаксија у сазвјежђу Волар која се налази на листи објеката дубоког неба у Индекс каталогу.
Деклинација објекта је + 25° 35' 0" а ректасцензија 14h 59m 27,3s. Привидна величина (магнитуда) објекта IC 4521 износи 14,7 а фотографска магнитуда 15,4. IC 4521 је још познат и под ознакама MCG 4-35-22, CGCG 134-62, PGC 53558.